# Махан (Иран)
Маха́н (перс. ماهان‎ /mɒːhɒːn/) — город в южной части Ирана, в остане Керман. Административный центр шахрестана Махан. Расположен в 35 км к юго-востоку от столицы остана, города Керман.
Основными туристическими достопримечательностями города считаются: мавзолей известного суфийского дервиша Шаха Нэматаллах Вали, а также сад Шахзде — оазис посреди пустыни с прудами и фонтанами, фруктовыми садами, цветущими розами и высокими тенистыми деревьями.
Население по данным на 2012 год составляет 19 002 человека; по данным переписи 2006 года оно насчитывало 16 787 человек.